# Соседский сельсовет
Соседский сельсовет — сельское поселение в Башмаковском районе Пензенской области Российской Федерации.
Административный центр — село Соседка.

## История
Статус и границы сельского поселения установлены Законом Пензенской области от 2 ноября 2004 года № 690-ЗПО «О границах муниципальных образований Пензенской области».
15 мая 2019 года к Соседскому сельсовету присоединён Соломинский сельсовет.

## Население
| 2010  | 2012  | 2013  | 2014  | 2015  | 2016  | 2017  |
| ----- | ----- | ----- | ----- | ----- | ----- | ----- |
| 1465  | ↘1434 | →1434 | ↘1400 | ↘1363 | ↘1300 | ↘1265 |
| 2018  | 2021  |       |       |       |       |       |
| ↘1239 | ↗1509 |       |       |       |       |       |

## Состав сельского поселения
| № | Населённый пункт | Тип населённого пункта       | Население |
| - | ---------------- | ---------------------------- | --------- |
| 1 | Громок           | село                         | ↘77       |
| 2 | Кянда            | село                         | ↘69       |
| 3 | Соломинка        | село                         | ↘441      |
| 4 | Соседка          | село, административный центр | ↘1379     |
| 5 | Удалая           | деревня                      | 9         |